# National Committee for a Free Europe
Le National Comittee for a Free Europe, connu plus tard sous le nom de Free Europe Committee , était une organisation anti-communiste de la CIA . Créée le 1er juin 1949 à New York, ce comité était chargé de gérer les relations avec les organisations exilées est-européennes, d’organiser la propagande américaine derrière le rideau de fer grâce à Radio Free Europe et de sensibiliser les Américains à la question des « nations captives ». 

## Histoire
Le comité a été fondé par Allen Dulles , qui devait plus tard devenir directeur du renseignement central, conjointement avec Dewitt Clinton Poole. Les premiers membres du conseil comprenaient le général Dwight D. Eisenhower, Lucius D. Clay, Cecil B. DeMille et Henry Luce.   
De 1951 à 1952, Charles Douglas Jackson en fut le président. L'organisation a créé et supervisé le service de radiodiffusion anticommuniste Radio Free Europe.  Les subventions de la CIA au Comité ont pris fin en 1971, ce qui a entraîné une restructuration de ses activités. 
Le Free Europe Committee a envoyé des tracts via des ballons depuis l’Allemagne de l'Ouest  aux pays du bloc de l’Est.  Chacun des ballons a largué 100 000 tracts.  À l’origine, un petit canon était utilisé pour couper les cordons, mais à la suite d'une propagande affirmant qu’ils étaient mortels, un nouveau type de ballon avec minuterie et lames de rasoir motorisées fut développé.

## Voir également
- Comité américain pour la libération des peuples de Russie
- Campagnes de ballons en Corée, pour des campagnes similaires de ballons et de dépliants par des ONG sud-coréennes.
- Brutus Coste
- Croisade pour la liberté
- Comité national "Albanie libre"